# سربیون
سربیون (به عربی: سربیون) یک روستا در سوریه است که در منطقه جبله واقع شده‌است. سربیون ۴٬۰۰۰ نفر جمعیت دارد.